# 欧亨尼奥·布雷戈拉特
欧亨尼奥·布雷戈拉特·奥维奥尔斯（西班牙語：Eugenio Bregolat Obiols，1943年1月26日—）是西班牙资深外交官，曾三次担任西班牙驻华大使。

## 经历
1943年生于塞奥德乌赫尔。毕业于巴塞罗那大学法学院，1971年进入外交生涯。1974年至1978年在西班牙驻苏联大使馆担任一秘。1978年3月转任西班牙驻德國漢諾威领事馆领事。1980年6月在莫斯科与塔玛拉·卢卡乔娃女士结婚。包括萨马兰奇在内的名人出席了婚礼。
1982年至1986年担任驻印尼大使。1986年至1991年担任驻华大使。1991年至1992年担任驻加拿大大使。1992年至1996年担任驻俄罗斯联邦大使，兼驻亚美尼亚等国。1997年至1999年担任西班牙外交部政策司司长。1999年至2003年担任驻华大使。2005年至2010年担任西班牙驻安道尔大使。2011年1月再度出任驻华大使，直到2013年2月卸任。

## 事件
在他第二次担任驻华大使（兼驻朝鲜）期间的2002年3月13日，25名朝鲜人在击倒唯一一名门卫后闯入北京市朝阳区三里屯路9号的西班牙驻华大使馆。在占领了花园后，他们向官邸扔了传单，表达在朝鲜遭受的镇压，并表达了寻求政治庇护，前往韩国的愿望。这25人中有14名成人和11名少年儿童。据布雷戈拉特大使后来回忆说，这些朝鲜人“非常清楚自己在做什么”。他们选择西班牙使馆的原因也很简单：当时西班牙是欧洲理事会的轮值主席国。布雷戈拉特在经过与北京当局的紧张谈判后达成了协议。这些朝鲜人会经由新加坡和菲律宾前往韩国首尔。